# Sicuophoridae
Famille
Les Sicuophoridae sont une famille de Ciliés de la classe des Heterotrichea et de l’ordre des Heterotrichida.

## Étymologie
Le nom de la famille vient du genre type Sicuophora, dérivé du grec ancien, à rapprocher du mot σίκυον / síkyon, « graine de concombre ou de citrouille », et φόρος / phoros, porter, peut-être en référence au « macronoyau irrégulièrement triangulaire et ovoïde » qui fait penser à une graine.

## Description
Paul Earl, en 1972, décrit ainsi l'espèce synonyme de Sicuophora cheni (Wichterman, 1934) Corliss, 1979 : 

« Wichtermania cheni ressemble à un chapeau d'homme, le rebord droit constituant le bord plat ou légèrement concave tandis que le côté gauche constitue la couronne profonde, d'environ 70 μm d'épaisseur.
Les sutures antérieures n'ont pas pu être trouvées, et donc la suture principale semble être la suite dorsale de l'AZM. Cette zone des cils (AZM) continue au-delà de l'apex, ce qui n'est pas le cas chez Nyctotherus et Nyctotheroides où elle s'arrête avant l'apex.
Le macronoyau est irrégulièrement triangulaire et ovoïde (taille 5 × 3 μm). Les micronoyaux sont entourés d'une forte paire de caryophores se courbant paraboliquement vers les noyaux à partir de la pellicule antérieure et postérieure.
Le kyste est rond et crénelé, mesurant environ 58 μm de diamètre avec un macronoyau ovoïde allongé d'environ 30x13 μm.
Lors de la réplication cellulaire, les deux caryophores et l'ouverture buccale se décomposent complètement ; une « ceinture » de constriction se forme au niveau de l'ouverture buccale traversant la cellule ; en même temps le macronoyau se divise. »

## Habitat
Le genre Sicuophora vit en parasite dans les viscères de grenouilles de la famille des Ranidae (dont le genre Rana).

## Liste des genres
Selon GBIF (4 février 2023) :
- Albaretia Affa'a, 1986
- Metasicuophora Albaret, 1973
- Parasicuophora Albaret, 1968
- Prosicuophora de Puytorac & Oktem, 1967
- Sicuophora de Puytorac & Grain, 1968 genre type
  - Espèce type : Sicuophora xenopi de Puytorac & Grain, 1968
  - Synonyme : Wichtermania Earl, 1972 (Wichtermania cheni)[note 4]
- Sicuophorides
- Sicuophrya

## Systématique
Le nom valide de ce taxon est Sicuophoridae Amaro (d), 1972.